# Raven (Dragqueen)

Raven 2014 bei der Silicon Valley Gay Pride

David Petruschin (* 8. April 1979 in Victorville, Kalifornien, Vereinigte Staaten), Künstlername Raven (deutsch: Rabe), ist eine amerikanische Dragqueen und ein Make-up-Artist.
Zu internationaler Bekanntheit gelangte er erstmals durch sein Auftreten in der zweiten Staffel der Reality-Show RuPaul’s Drag Race.

## Leben
Petruschin wurde in Victorville, Kalifornien als erstes von fünf Kindern geboren. Seine Eltern trennten sich, als er sieben Jahre alt war; seine russische Mutter erzog ihn als Mormonen. Inzwischen hat sich Petruschin öffentlich von dem Glauben distanziert.

## Karriere
Petruschin war zunächst als Kosmetik-Verkäufer und freiberuflicher Visagist tätig; in seiner Freizeit trat er als Go-go-Tänzer unter dem Namen Phoenix auf. 2002 begann er unter dem Namen Raven als Dragqueen aufzutreten. Im Gegensatz zu den meisten Dragqueens lernte Petruschin sein Handwerk ohne die Hilfe einer sogenannten „Drag mother“, welche in der Regel als eine Art Mentor agiert. Als Raven bewarb er sich für die erste und zweite Staffel der amerikanischen Reality-Show RuPaul’s Drag Race.

### RuPaul’s Drag Race
2010 wurde bekanntgegeben, dass Raven Teilnehmer der zweiten Staffel von Drag Race ist. Er gewann die Mini-Challenge in der ersten Episode, welche ein Fotoshooting war. In der zweiten und dritten Episode stand er vor dem Ausscheiden, konnte sich jedoch gegen die anderen Teilnehmer durchsetzen. Er gewann weitere Mini-Challenges in der vierten und in der fünften Episode. Er gewann die Main-Challenges in der siebten sowie in der achten Episode. Am Ende der Show wurde Raven Zweitplatzierter hinter Tyra Sanchez.

### RuPaul’s Drag U
Raven war einer von vielen ehemaligen Teilnehmern von Drag Race, die eingeladen wurden, in dem Ableger RuPaul’s Drag U als sogenannte „Drag professors“ aufzutreten. In den bisher drei ausgestrahlten Staffeln agiert Raven als eine Art „Drag mother“ für weibliche Teilnehmer, die als Dragqueen zurechtgemacht werden. Im Gegensatz zur zweiten Staffel von Drag Race wird Raven hier nicht als bösartig, sondern eher als fürsorglicher Mentor dargestellt. Zuvor kritisierte er bereits die Art und Weise, wie er in Drag Race porträtiert wurde.

### RuPaul’s Drag Race: All Stars
Am 6. August 2012 wurde bekanntgegeben, dass Raven sich unter zwölf vorherigen Drag Race-Teilnehmern befindet, die erneut in dem Ableger All Stars gegeneinander antreten würden. Auch diese Sendung wurde wie die bisherigen auf dem Fernsehsender Logo ausgestrahlt und prämierte dort am 22. Oktober 2012. Zusammen mit Jujubee, einer weiteren Dragqueens aus der zweiten Staffel von Drag Race, war er Teil des Teams Rujubee. Das Team gewann die Mini-Challenges in der zweiten und fünften Episode. Sie erreichten das Finale, das am 26. November 2012 ausgestrahlt wurde, und Raven erreichte den zweiten Platz hinter Chad Michaels.

### Make-up-Artist
Petruschin kehrte für die neunte Staffel als RuPauls persönlicher Visagist zu Drag Race zurück. Er erhielt darauf eine Nominierung für die 2018 stattgefundenen Make-Up Artists and Hair Stylists Guild Awards in der Kategorie „Best Contemporary Makeup“. Für seine Arbeit an der zehnten Staffel erhielt er eine Emmy-Nominierung in der Kategorie „Outstanding Make-Up“ für die Primetime-Emmy-Verleihung 2018. Zusätzlich zu der Tätigkeit als RuPauls Visagist agiert Petruschin auch als Creative Producer von Drag Race seit dessen zehnter Staffel und von All Stars seit dessen dritter Staffel.

### Weitere Erscheinungen
Raven war in etlichen Fernsehwerbungen zu sehen. In Serien wie Pretty Hurts und America’s Next Top Model hatte er Gastauftritte. 2011 war er in dem Musikvideo von Raja, Gewinner der dritten Staffel von Drag Race, für das Lied Diamond Crowned Queen zu sehen, wofür er Lob von diversen Kritikern bekam. Auch hatte er einen Gastauftritt im Video für „Queen“, einem Song der Band Xelle. MNDR setze Raven als Mittelpunkt ihres Videos für „Feed Me Diamonds“ ein.

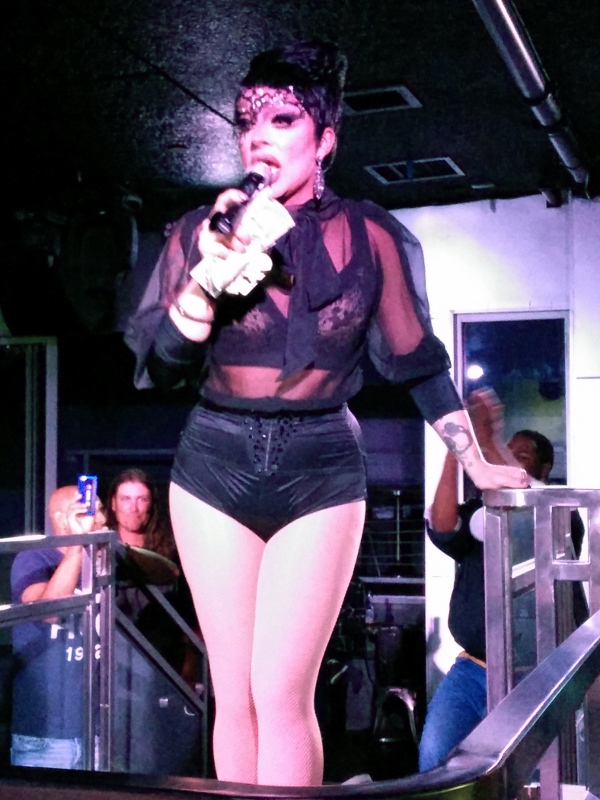
Raven bei einem Auftritt mit „Imagine It Was Us“ von Jessie Ware

2014 startete Raven zusammen mit Raja die wöchentliche Webserie Fashion Photo Ruview, in der sie die Bekleidung von Prominenten und anderen Dragqueens beurteilen. Raven war außerdem Teil vieler anderer World-of-Wonder-Shows. Neben internationalen Tourneen moderiert Raven mehrere Nachtshows in Südkalifornien.

## Einfluss auf Dragqueens
Raven wurde mehrfach als einflussreichster Visagist innerhalb der Dragqueen-Szene genannt. Er entwickelte neue Contour-Techniken, darunter eine stark contourierte Nase mit einem hellen Punkt am Ende (einem „Exclamation Point“) und eine gewisse Art und Weise des Hervorheben der Wangenknochen durch Makeup. Er popularisierte auch seine übermalten, nude-farbenen Lippen, sein detailliertes Augen-Makeup, den Gebrauch von Kontaktlinsen und einen falschen Schönheitsfleck sowie das Benutzen natürlicherer Farben, die die meisten Dragqueens lange Zeit gezielt nicht benutzt hatten.
Ravens Einfluss ist so weitgreifend, dass viele ältere Dragqueens, wie z. B. Bianca Del Rio, Gewinner der sechsten Staffel von Drag Race, nun nur noch Ravens Makeup unter jüngeren Dragqueens auffinden. 2016 wurde Raven von Vanity Fair als Inspiration für ihr Projekt „100 Years of Drag Fashion“ benutzt. Er stellte in diesem Projekt den Drag-Stil der 2000er Jahre dar. Raven ist außerdem die „Drag Mother“ der Zweitplatzierten aus der achten Staffel von Drag Race, Naomi Smalls. Er gewann außerdem den „Best Lips AKA Pucker Up Award“ bei den ersten WOWie Awards 2017.